# Centrální postižení zraku
Centrální postižení zraku (též CVI, kortikální poškození zraku, korová slepota, anglicky Cortical/Central/Cerebral Visual Impairment) je poruchou zrakové dráhy nebo zrakového centra v týlním laloku mozku. Postiženo je zpracování zrakových vjemů. Vlastní zrakový orgán, oko, je většinou plně funkční.

## Příčiny
Nejčastější příčinou je poškození mozku hypoxií a anoxií, krvácení do mozku, epilepsie, infekce, poranění, vývojové vady, progresivní onemocnění mozku aj. K poškození může dojít ve všech obdobích lidského života – před narozením, při porodu i v pozdějším věku. Často je doprovázeno neurologickými poruchami, např. dětskou mozkovou obrnou (DMO), hydrocefalií, mikrocefalie, poruchami paměti aj.

## Projevy postižení
CVI se projevuje výraznou proměnlivostí zrakových funkcí a velkou variabilitou projevů, jako jsou simultánní agnosie, obtíže při rozlišení tvarů, obtíže při rozlišení kontur, obtíže při rozlišení barev, obtíže při rozlišení objektů – věcí, přírodnin, zvířat, předmětů, jsou-li vnímány z jiného úhlu, než je dotyčný má nacvičeny z obrázků a fotografií, obtíže při rozlišení mimických projevů, obtíže při rozpoznání osob, obtíže při vnímání prostorových vztahů, obtíže při vnímání statických objektů nebo naopak pohybujících se objektů, včetně nestálosti vnímaného zrakového vjemu. Většinou je přítomno několik obtíží z uvedených.